# John Perdue Gray

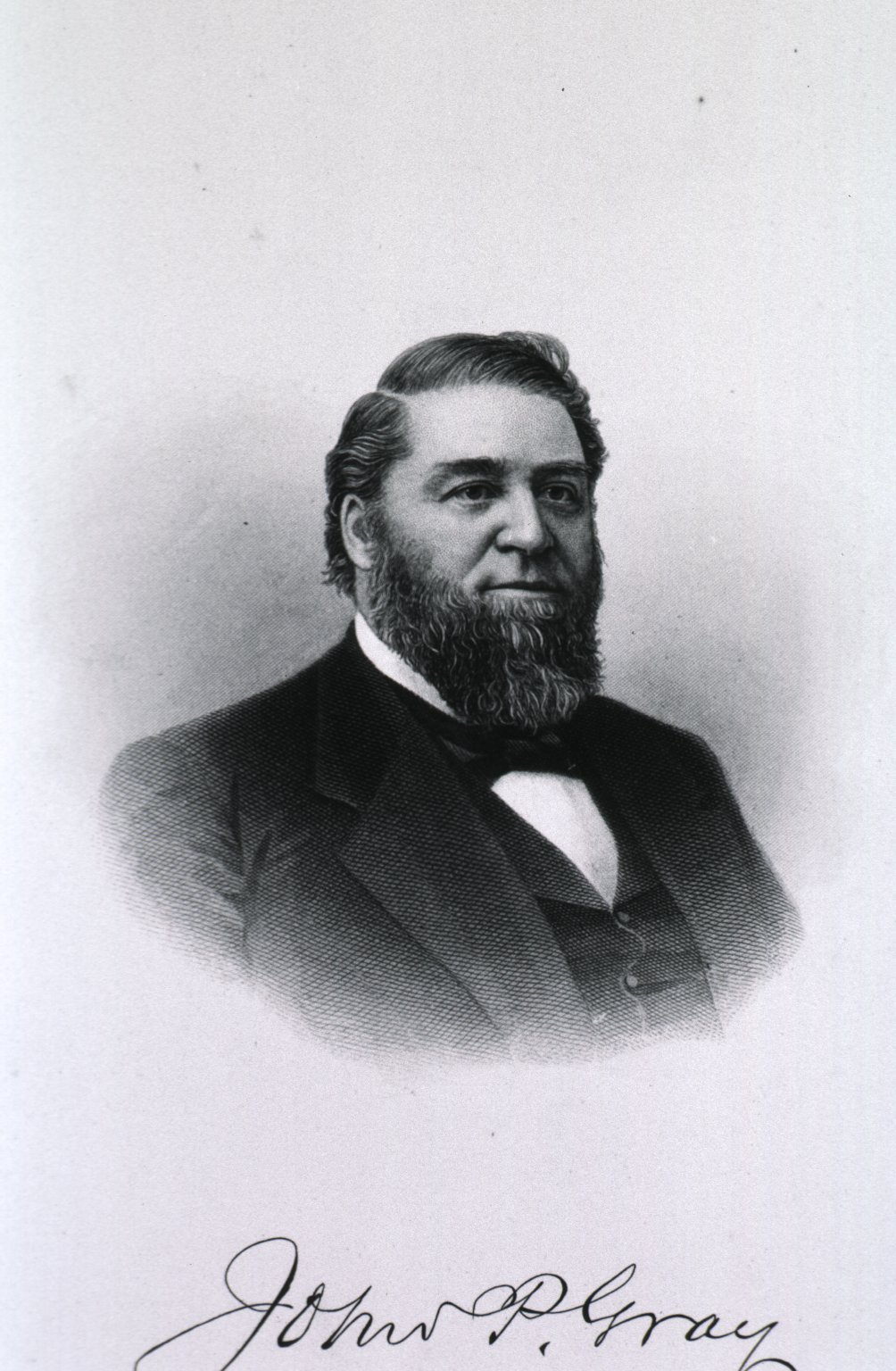
John P. Gray

John Perdue Gray (ur. 6 sierpnia 1825 w Half Moon, zm. 29 listopada 1886 w Nowym Jorku) – amerykański lekarz psychiatra. 
Urodził się w Half Moon w hrabstwie Centre w Pensylwanii jako syn pastora metodystów. Nauki pobierał w Bellefonte Academy i Dickinson College (1842-46). Następnie studiował medycynę na University of Pennsylvania i w 1848 otrzymał tytuł M.D. Odbył staż w Philadelphia's Blockley Hospital i w 1850 objął stanowisko asystenta w stanowym zakładzie psychiatrycznym w Utice (Utica State Lunatic Asylum). Od 1852 pełnił obowiązki superintendenta. Potem przez krótki czas pracował w nowo otwartym zakładzie w Kalamazoo, by w 1854 powrócić do Utiki. Był redaktorem czasopisma „American Journal of Insanity”. W 1874 otrzymał katedrę medycyny psychologicznej i sądowej Bellevue Medical College. Dwa lata później został profesorem na Albany Medical College. 
16 marca Gray w Utice został postrzelony w twarz z broni palnej przez swojego pacjenta, Henry’ego Remshawa. Nigdy nie powrócił do pełni zdrowia. Zmarł cztery lata później na chorobę Brighta.
Gray był rzecznikiem zmniejszenia środków przymusu w zakładach psychiatrycznych i objęcia opieką psychiatryczną najuboższych. Był też świadkiem w procesie Guiteau, zabójcy prezydenta Garfielda, i świadczył o jego poczytalności, co zostało uwzględnione w wyroku skazującym go na karę śmierci.
We wrześniu 1854 ożenił się z Mary B. Wetmore z Utiki. Mieli troje dzieci: Johna P. młodszego, Williama i Cornelię oraz trójkę dzieci zmarłych w niemowlęctwie. 